# Bartholomeus Breenbergh
Pour les articles homonymes, voir Bartholomeus.
Bartholomeus Breenbergh, ou Bartholomäus Breenbergh, né à Deventer, où il est baptisé le 13 novembre 1598, et mort à Amsterdam ou il est inhumé le 5 octobre 1657, est un peintre, dessinateur et graveur du siècle d'or néerlandais.

## Biographie
Bartholomeus Breenbergh s’établit à Amsterdam et, par la suite, en 1619, il partit pour Rome.
À Rome, il fut parmi les fondateurs des Bentvueghels — il reçut le surnom Het Fret (« Le Furet ») —, et vécut sous le même toit que le peintre flamand Frans Van de Kasteele. Il collabora également avec un autre Flamand, le peintre de paysages Paul Bril, qui le marqua alors d'une forte empreinte. À partir de 1623, cependant, il tomba complètement sous l'influence des paysages italiens de Cornelis Van Poelenburgh, qui était un peu plus âgé que lui ; les œuvres des deux peintres sont d'ailleurs parfois difficiles à distinguer les unes des autres. Breenbergh, à son tour, devait constituer une source d'inspiration pour le peintre français Claude Gellée dit le Lorrain. 
Ce n’est qu’en 1633 que Breenbergh revint à Amsterdam, où il demeura jusqu’à sa mort. Il réalisa alors des peintures et des eaux-fortes en se basant sur les dessins qu’il avait fait en Italie. Il subit encore l’influence des précurseurs de Rembrandt, appelés les « pré-rembranesques », comme Pieter Lastman et Nicolaes Moeyaert, mais c’est dans des paysages italiens qu’il situa leurs scènes bibliques et mythologiques.
Jan de Bisschop est un de ses élèves.

## Œuvres

### Peintures

Peintures de Bartholomeus Breenbergh
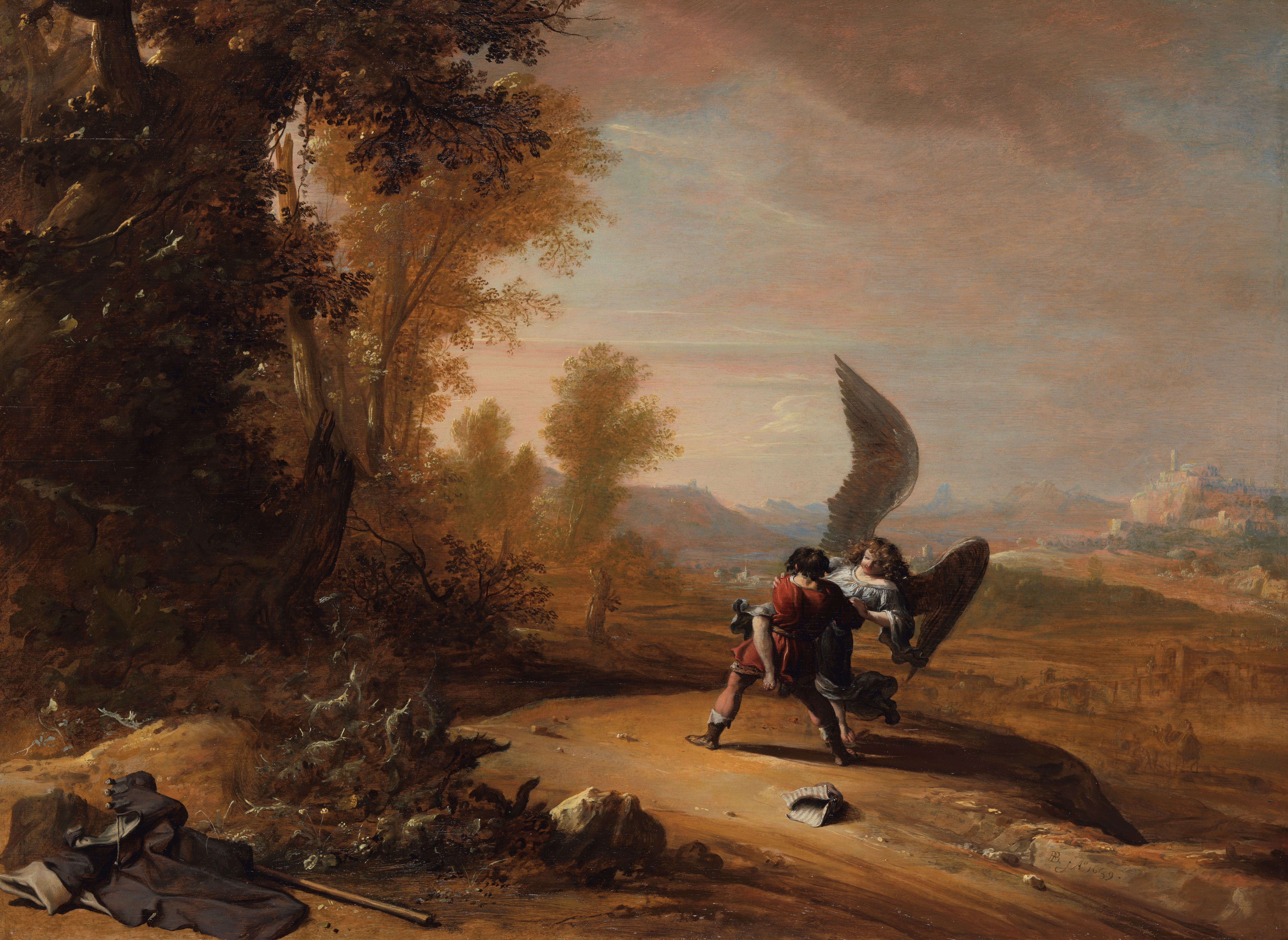
Jacob luttant avec l'ange, 1639, huile sur toile, 50 × 68 cm, Amsterdam, Rijksmuseum.
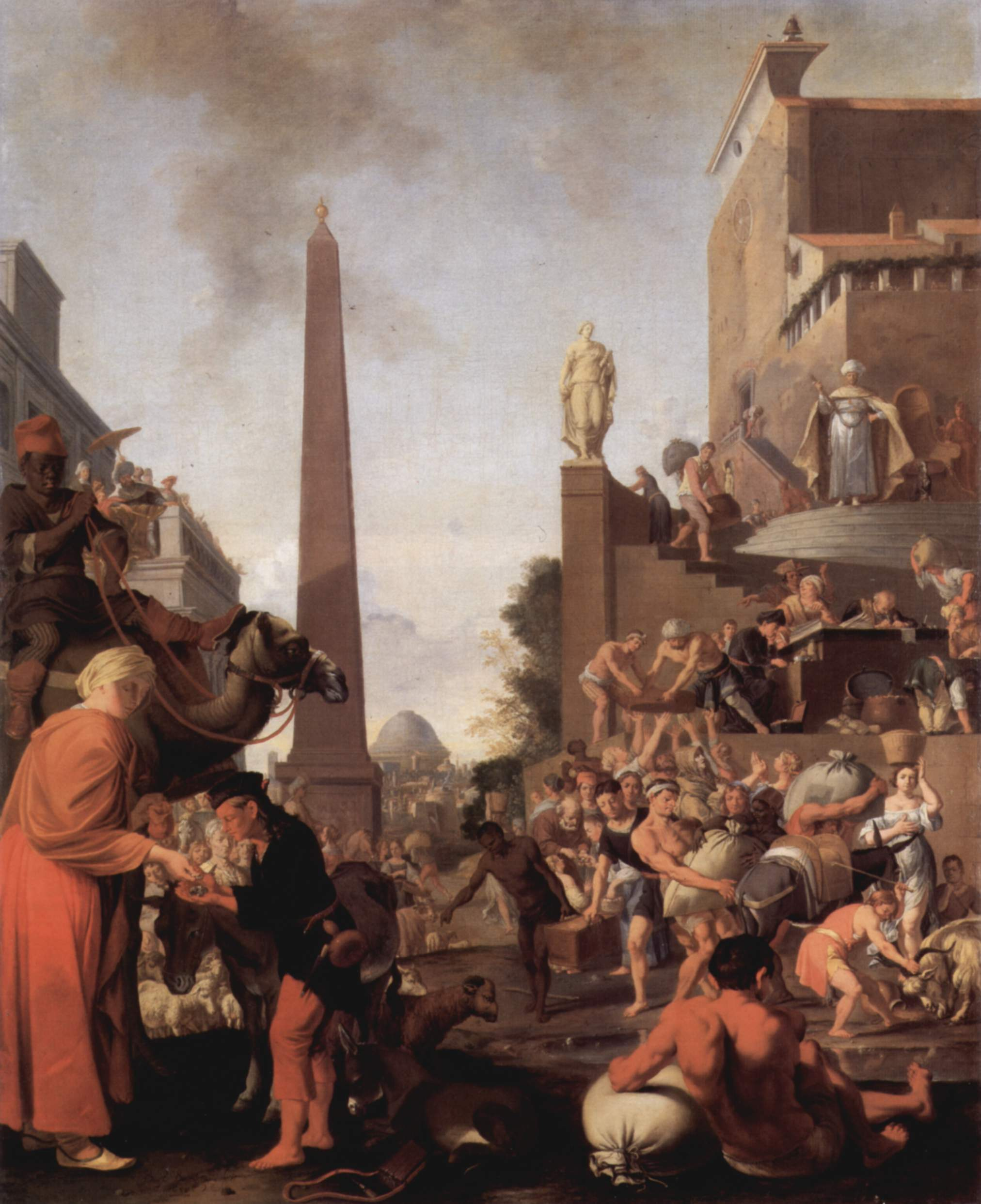
Joseph vendant du grain, 1655, huile sur toile, 110,5 × 90 cm, Birmingham, Barber Institute of Fine Arts.
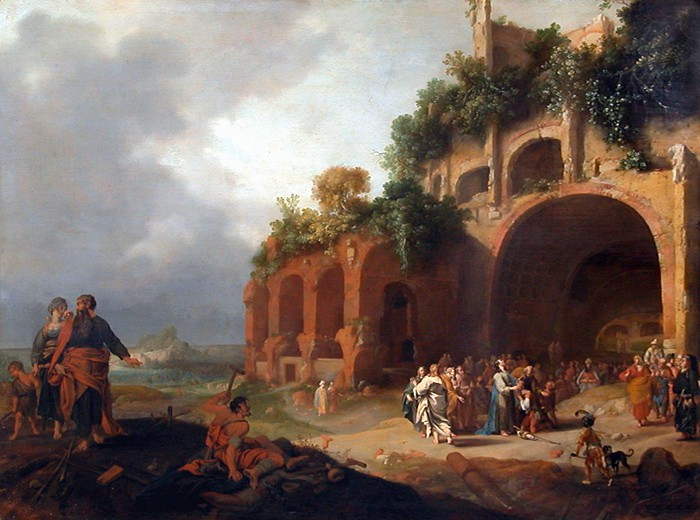
Jésus guérissant un sourd muet, 1635, huile sur toile, 90 × 122 cm, Paris, musée du Louvre.

### Gravures

Gravures de Bartholomeus Breenbergh
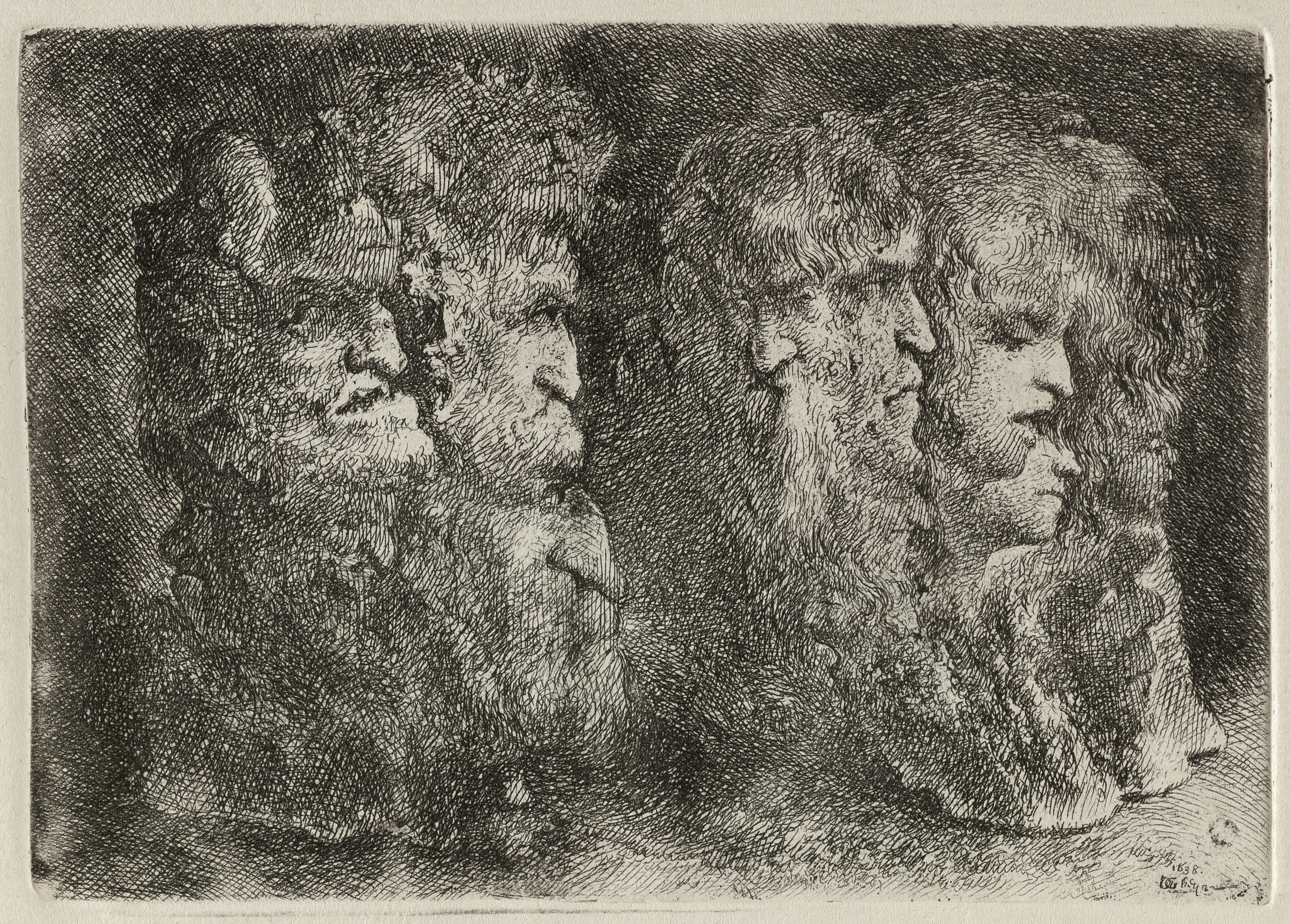
Différentes têtes d'hommes, d'animaux et de mascarons, Collection Voorhelm Schneevoogt.
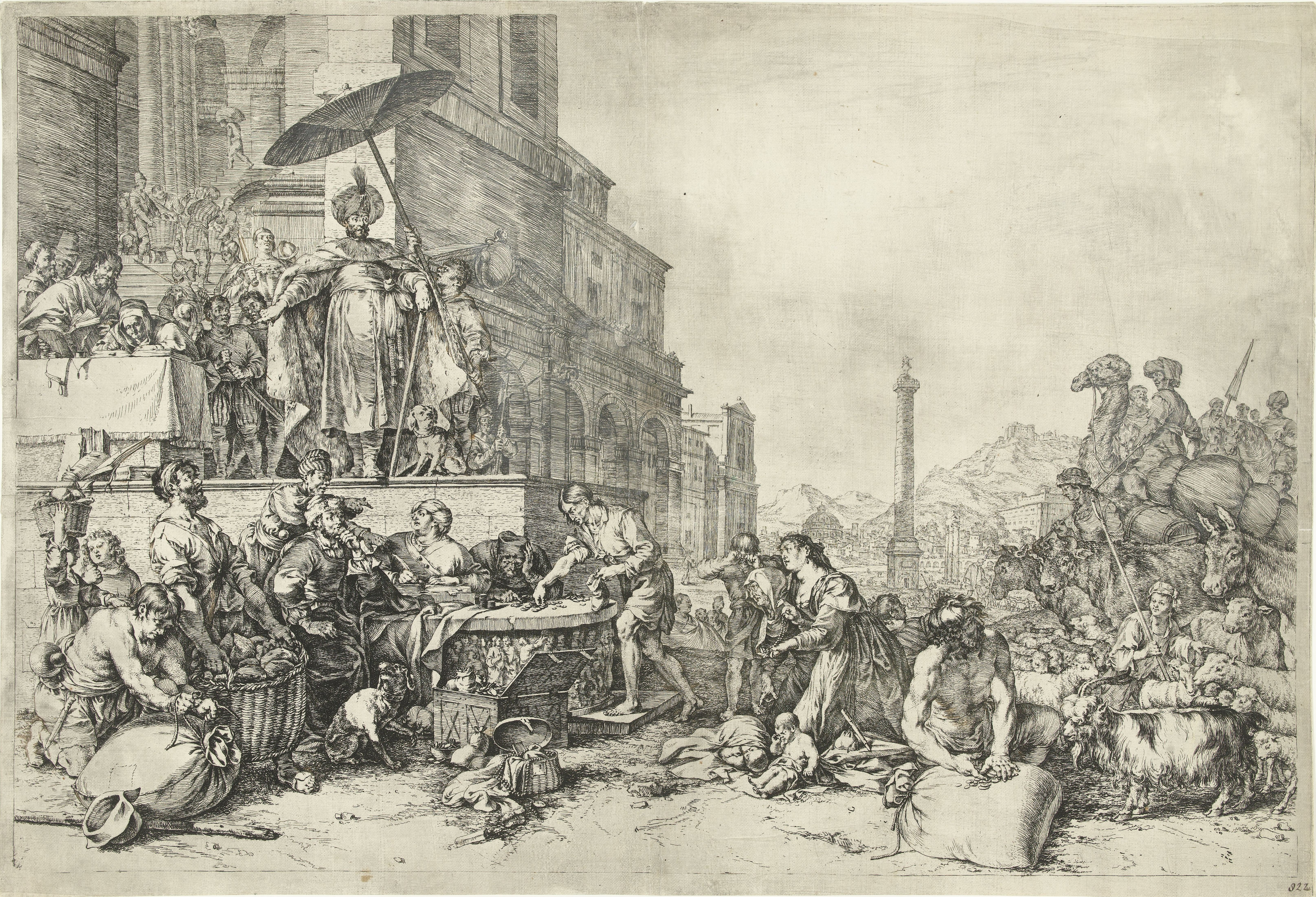
Joseph distribuant les céréales en Égypte, eau-forte, Amsterdam, Rijksmuseum.
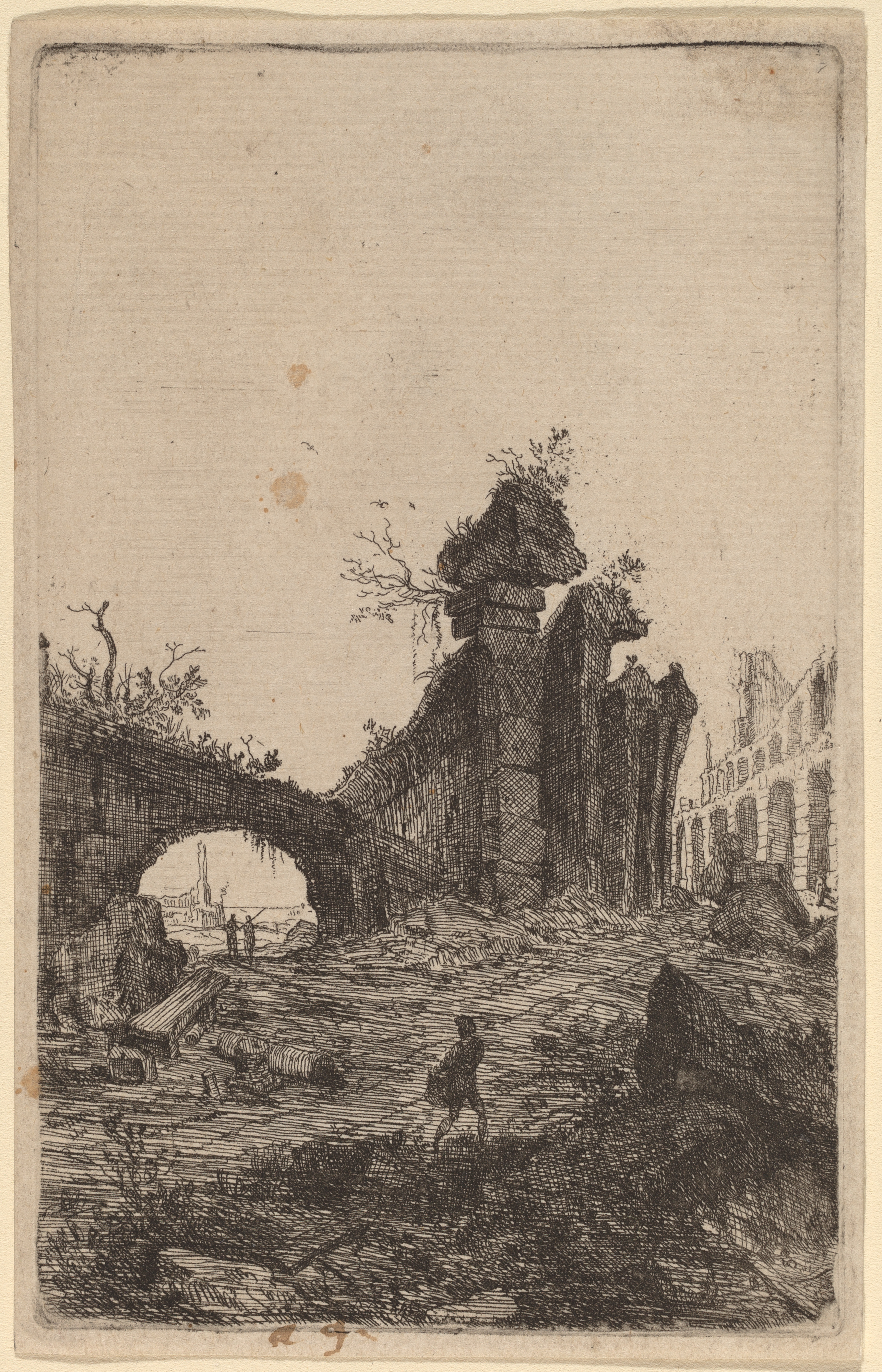
Les Ruines du Collisée, eau-forte, Washington, National Gallery of Art.
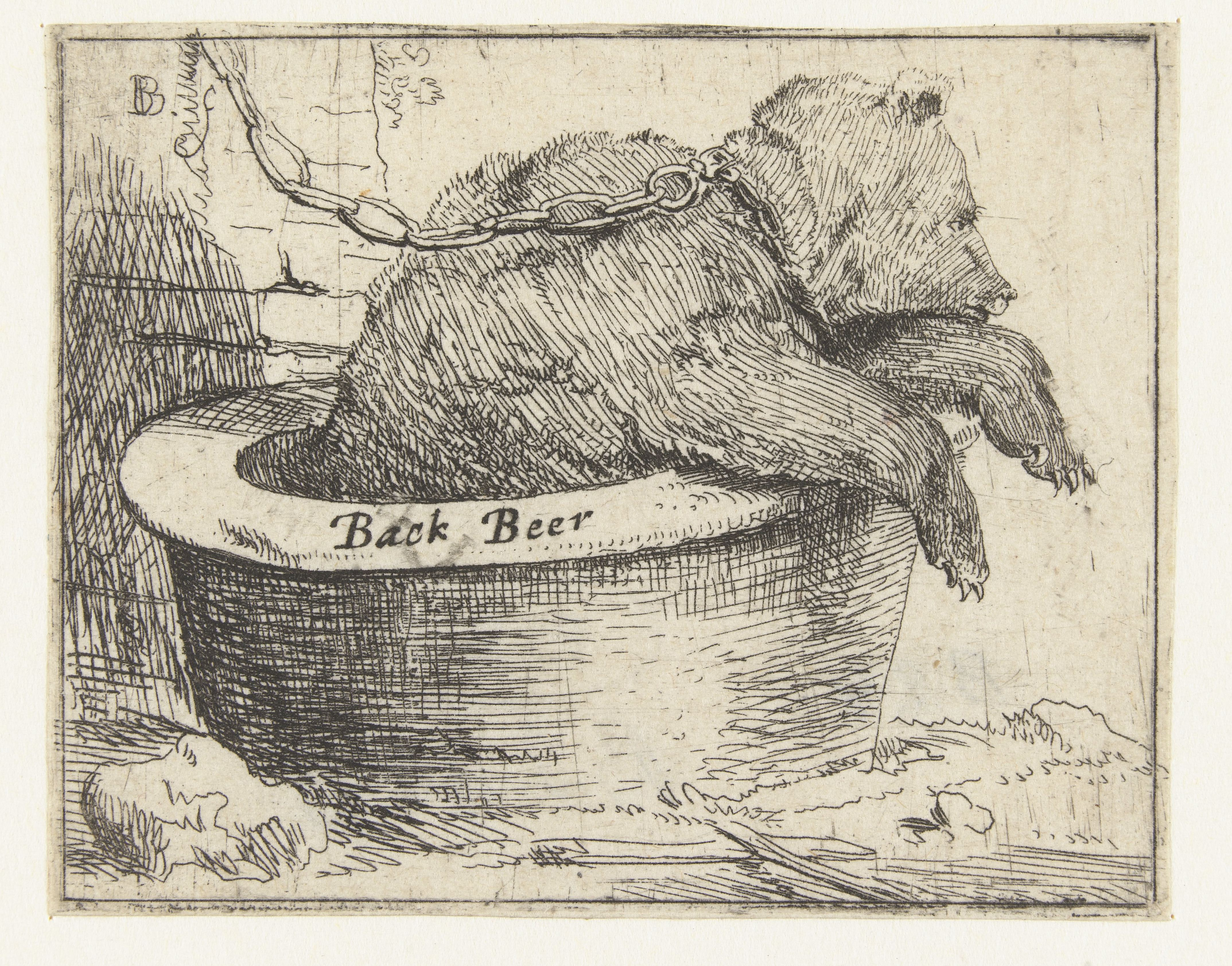
Ours dans une auge ou un bac, eau-forte, Amsterdam, Rijksmuseum.

### Dessins
En Italie, Bartholomäus Breenbergh exécute un grand nombre d’études isolées de ruines et d’édifices. L’artiste se montre particulièrement sensible au rendu de la lumière qu’il matérialise par de larges zones laissées en réserve.
- Vue de Torre di Chia, plume, encre brune et lavis brun, 32,3 × 47,5 m, Paris, Beaux-Arts de Paris[2],[3]. Réalisée in situ ou en atelier, c’est une œuvre autonome, très aboutie et conçue pour elle-même. L’artiste y développe une nouvelle approche du paysage, non plus une succession de plans étagés, mais une perspective très audacieuse. Le monument appartenait aux ducs de Bracciano, l’une des familles commanditaires du peintre.
- Arbres au bois de Bracciano, pierre noire, lavis d'encre brune et d'encre de Chine, 15 × 86 cm, Paris, Beaux-Arts de Paris[4],[5]. L’attribution de cette œuvre fut sujet à controverse, bien que le peintre semble s’être représenté en bas à droite. Comme l’indique le titre, il s’agit de la forêt de Bracciano lieu de villégiature de la famille Orsini, commanditaires du peintre. Le dessin est sans doute réalisé au moment où Breenbergh se détache du style de Cornelis van Poelenburch.
- Arcades et rue en Italie, plume, encre brune et lavis brun, 25,9 × 20,1 cm, Paris, Beaux-Arts de Paris[6],[7]. Breenbergh réalise tout une série sur le thème des ruines, motif qui lui permet d’exploiter les effets de contrastes entre ombres et lumières tout en continuant d’expérimenter la perspective appliquée au paysage.

Dessins de Bartholomeus Breenbergh
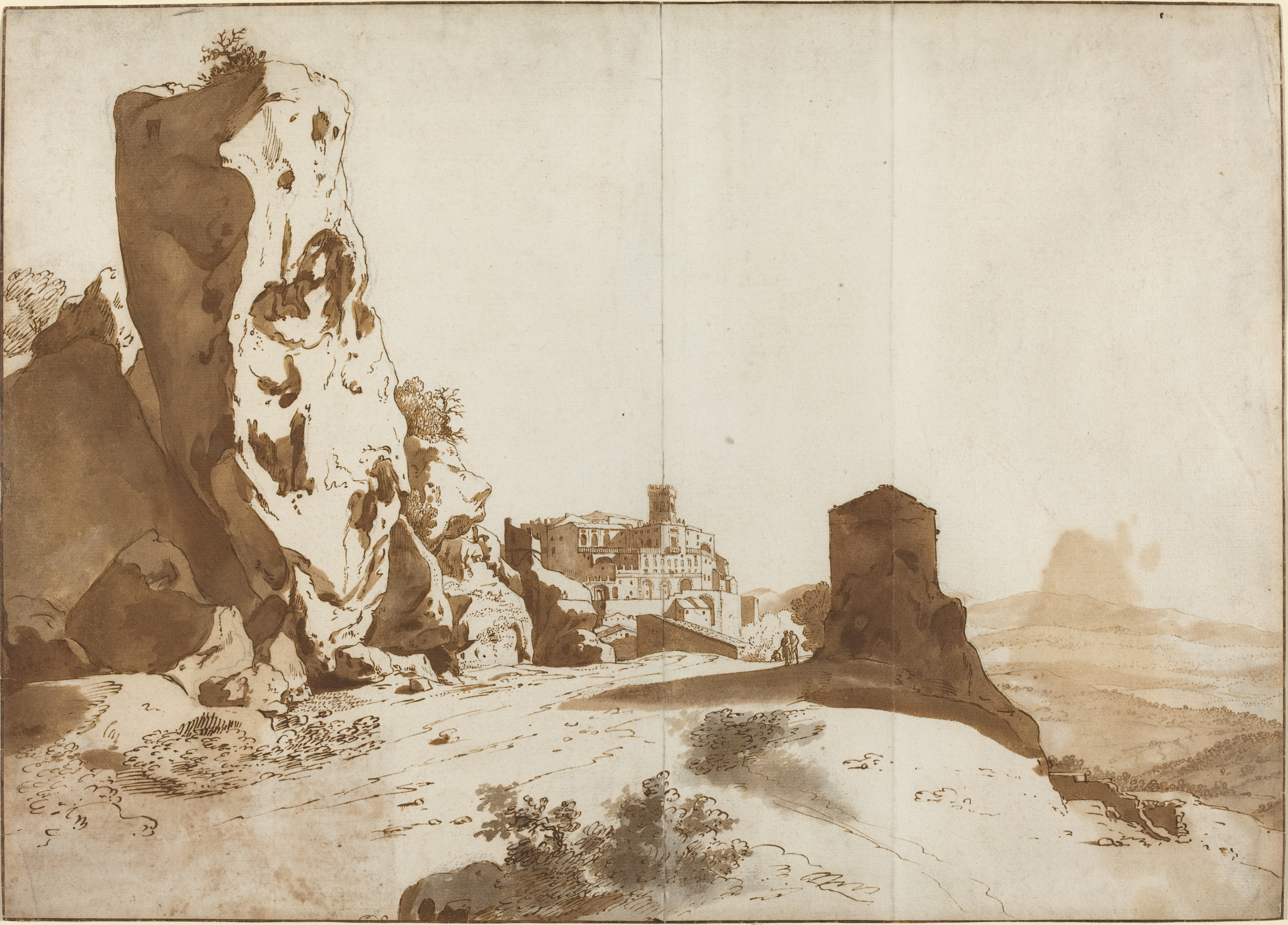
Les rochers fantastiques et le château de Bomarzo (vers 1625), Washington, National Gallery of Art.
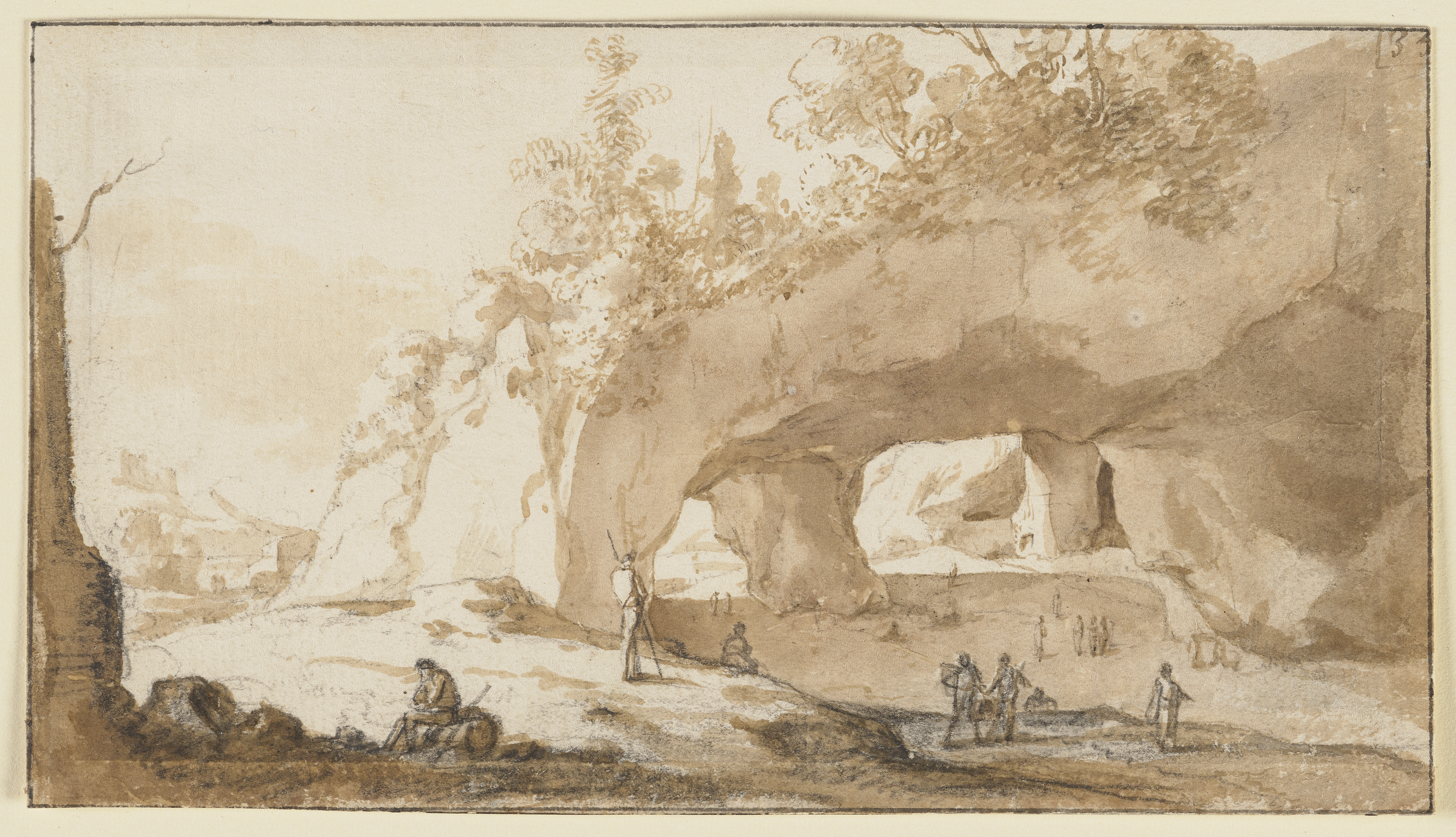
Grotte à l'extérieur de Tivoli (entre 1626 et 1629), Francfort-sur-le-Main, musée Städel.
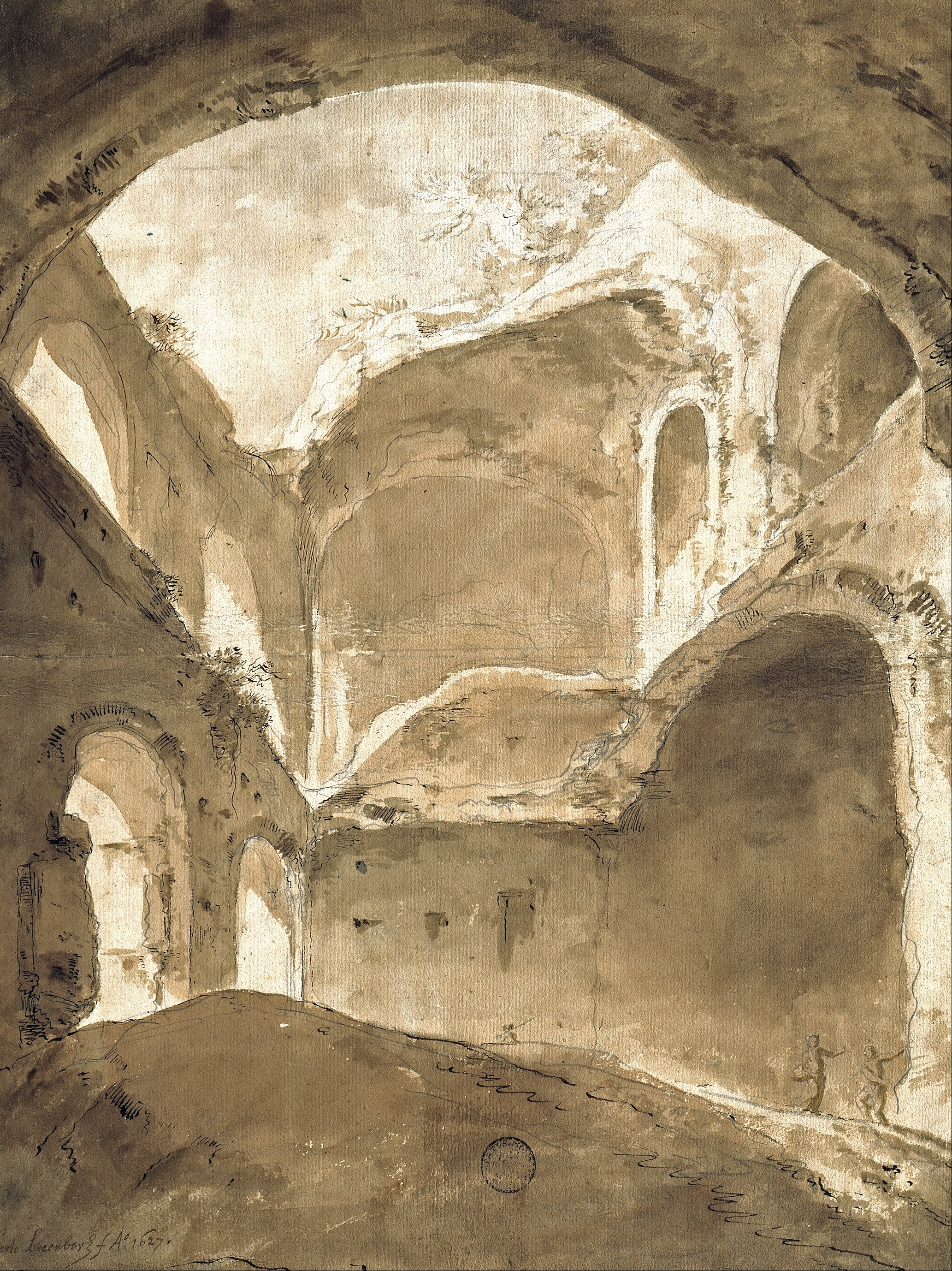
Intérieur d'une ruine ancienne (vers 1627), Düsseldorf, Museum Kunstpalast.
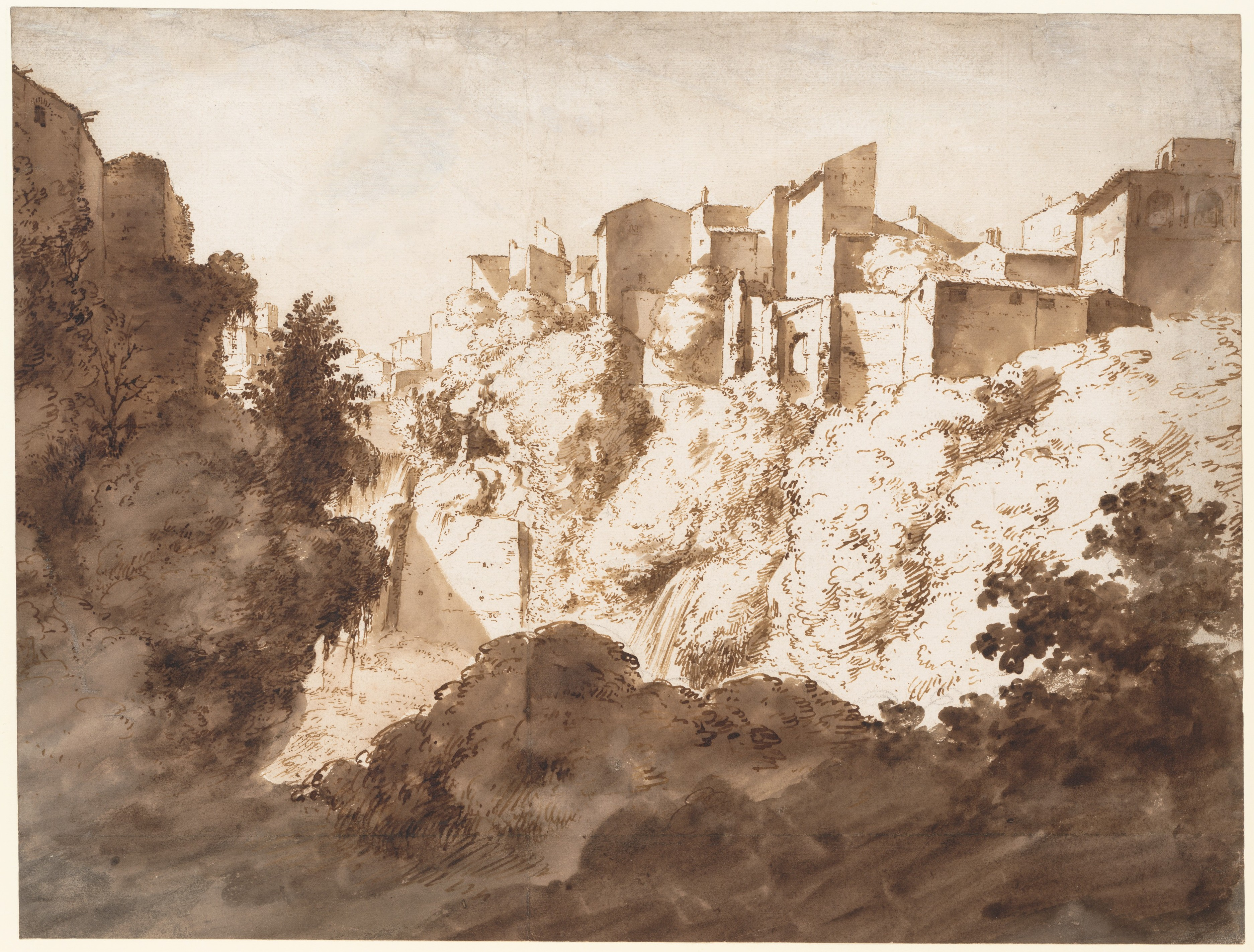
Vue de Tivoli, New York, Metropolitan Museum of Art.